# J. Herschel (kráter)
J. Herschel je impaktní kráter typu valové roviny nacházející se v oblasti Mare Frigoris (Moře Chladu) a Sinus Roris (Záliv Rosy) v severozápadní části přivrácené straně Měsíce. Má průměr 156 kilometrů  a ploché dno pokryté satelitními krátery. Nazván byl podle anglického astronoma Johna Herschela.

## Vzhled
Kráter je de facto rozpadlou valovou rovinou kruhového tvaru s mírným protažením v jižní části. Protože se nachází poměrně blízko severní části Měsíce, jeho vzhled ze Země je deformován. Jihovýchodní okraj kráteru vytváří část severního okraje západní části Mare Frigoris. Na severozápad od kráteru se nachází kráter Anaximander, v jižní části jsou valy kráteru narušeny kráterem Horrebow.

## Satelitní krátery

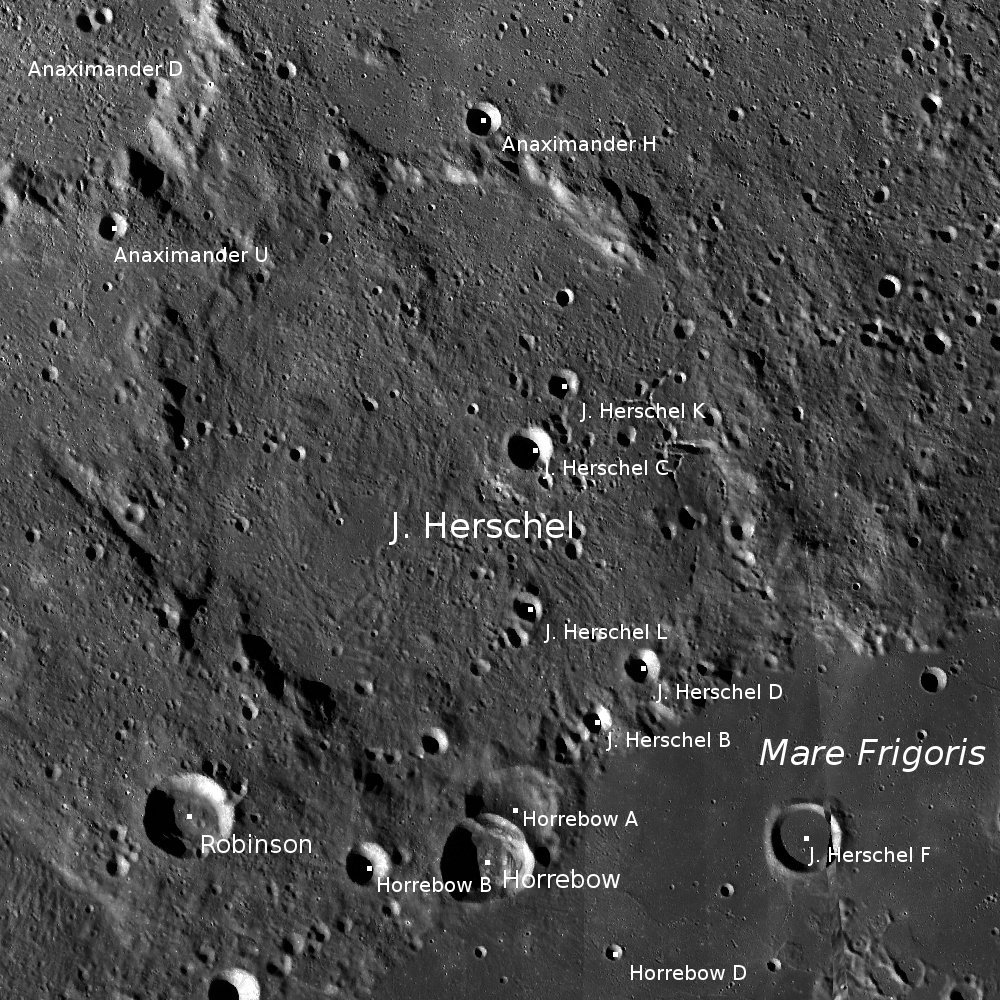
Poloha kráteru J. Herschel.

V tabulce jsou krátery, které souvisí s kráterem J. Herschel.
| Herschel | Sel. šířka | Sel. délka | Průměr |
| -------- | ---------- | ---------- | ------ |
| B        | 59.9° N    | 38.8° Z    | 7 km   |
| C        | 62.3° N    | 39.9° Z    | 12 km  |
| D        | 60.4° N    | 38.0° Z    | 10 km  |
| F        | 58.8° N    | 35.4° Z    | 19 km  |
| K        | 62.9° N    | 39.3° Z    | 8 km   |
| L        | 61.0° S    | 40.0° Z    | 7 km   |
| M        | 57.3° S    | 32.9° Z    | 9 km   |
| N        | 60.0° S    | 32.8° Z    | 7 km   |
| P        | 63.5° S    | 32.8° Z    | 6 km   |
| R        | 62.5° S    | 30.6° Z    | 9 km   |